# Radiogrammitis hirtelloides
Radiogrammitis hirtelloides är en stensöteväxtart som först beskrevs av Edwin Bingham Copeland, och fick sitt nu gällande namn av Barbara S. Parris. Radiogrammitis hirtelloides ingår i släktet Radiogrammitis och familjen Polypodiaceae. Inga underarter finns listade.